# Brandenburgischer Landespokal 2017/18
Der AOK-Landespokal 2017/18 war die 28. Austragung des brandenburgischen Landespokals der Männer im Amateurfußball. Energie Cottbus setzte sich, am 21. Mai 2018, im Finale gegen den SV Babelsberg 03 mit 1:0 durch und wurde, zum achten Mal, Landespokalsieger. Durch diesen Sieg qualifizierte sich Energie Cottbus für den DFB-Pokal 2018/19.
Das Endspiel fand auf dem Karl-Liebknecht-Stadion in Babelsberg statt.

## Termine
Die Spiele des diesjährigen brandenburgischen Landespokals werden an folgenden Terminen ausgetragen:
Qualifikation: 5. August 2017

1. Hauptrunde: 11. – 13. August 2017

2. Hauptrunde: 1. – 3. September 2017

Achtelfinale: 6. – 7. Oktober 2017

Viertelfinale: 11. November 2017

Halbfinale: 24. März 2018

Finale: 21. Mai 2018

## Teilnehmende Mannschaften
Für den Brandenburgischen Landespokal 2017/18 qualifizierten sich alle brandenburgischen Mannschaften der Regionalliga Nordost, Oberliga Nordost, Verbandsliga, Landesliga, sowie die acht Kreispokalsieger. Ausnahme sind zweite Mannschaften höherklassiger Vereine.
Folgende Mannschaften nahmen in diesem Jahr am Brandenburgischen Landespokal teil (In Klammern ist die Ligaebene angegeben, in der der Verein spielt):
| Regionalliga Nordost brandenburgische Vertreter der Saison 2017/18 | Oberliga Nordost brandenburgische Vertreter der Saison 2017/18 | Brandenburg-Liga 16 Vertreter der Saison 2017/18 | Landesliga Staffel Nord 14 Vertreter der Saison 2017/18 | Landesliga Staffel Süd 15 Vertreter der Saison 2017/18 |
| FSV 63 Luckenwalde (RL) Energie Cottbus (RL) SV Babelsberg 03 (RL) FSV Union Fürstenwalde (RL) | Brandenburger SC Süd 05 (OL) VfB 1921 Krieschow (OL) SV Victoria Seelow (OL) FSV Optik Rathenow (OL) FC Strausberg (OL) SV Grün-Weiß Brieselang (OL) SV Altlüdersdorf (OL) 1. FC Frankfurt (OL) | FC Eisenhüttenstadt (VL) Breesener SV Guben Nord (VL) SC Eintracht Miersdorf/Zeuthen (VL) RSV Waltersdorf 1909 (VL) SV Grün-Weiß Lübben (VL) Werderaner FC Viktoria 1920 (VL) Ludwigsfelder FC (VL) FC Stahl Brandenburg (VL) TSG Einheit Bernau (VL) Märkischer SV 1919 Neuruppin (VL) FSV Bernau (VL) TuS 1896 Sachsenhausen (VL) Oranienburger FC Eintracht 1901 (VL) FV Preussen Eberswalde (VL) SG Union Klosterfelde (VL) SV Falkensee-Finkenkrug (VL) | Angermünder FC (LL) SG Michendorf (LL) FK Hansa Wittstock 1919 (LL) FSV Babelsberg 74 (LL) SV Schwarz-Rot Neustadt (Dosse) (LL) RSV Eintracht 1949 (LL) Pritzwalker FHV 03 (LL) FC Schwedt 02 (LL) FC 98 Hennigsdorf (LL) SC Oberhavel Velten (LL) SV 1920 Zehdenick (LL) SV Blau-Weiß Petershagen-Eggersdorf (LL) SSV Einheit Perleberg (LL) TSV Chemie Premnitz (LL) | SV Germania 90 Schöneiche (LL) SV Frankonia Wernsdorf (LL) VfB Cottbus 97 (LL) BSC Preußen 07 Blankenfelde-Mahlow (LL) SG Phönix Wildau 95 (LL) FV Blau-Weiß 90 Briesen/Mark (LL) FSV Dynamo Eisenhüttenstadt (LL) 1. FC Guben (LL) SG Burg (LL) VfB Hohenleipisch (LL) SpVgg Blau-Weiß 90 Vetschau (LL) FSV Glückauf Brieske-Senftenberg (LL) Kolkwitzer SV 1896 (LL) SV Wacker 09 Cottbus Ströbitz (LL) FV Erkner 1920 (LL) |
| Kreispokalsieger 7 Kreispokalsieger der Saison 2016/17 | | | | |
| Dahme/Fläming 1 SV Frankonia Wernsdorf (LL) | Havelland Fortuna Babelsberg (LK) | Niederlausitz SV Fichte Kunersdorf (KOL) | Oberhavel/Barnim BSC Fortuna Glienicke (LK) | Ostbrandenburg SG Müncheberg (KOL) |
| Prignitz/Ruppin 2 FK Hansa Wittstock 1919 (LL) | Südbrandenburg 3 FSV Glückauf Brieske-Senftenberg II (LK) | Uckermark 4 SC Blau-Weiß Energie Prenzlau II (KOL) | | |
| Ligaebene in Klammern: • 3L = 3. Liga • RL = Regionalliga • OL = Oberliga • VL = Verbandsliga • LL = Landesliga • LK = Landesklasse • KOL = Kreisoberliga • KL = Kreisliga 1 Da der Pokalsieger, SV Frankonia Wernsdorf, in der Landesliga spielte und somit automatisch gesetzt war, qualifizierte sich der unterlegene Finalist, der SV Grün-Weiß Großbeeren (KOL) 2 Da der Pokalsieger, FK Hansa Wittstock 1919, in der Landesliga spielte und somit automatisch gesetzt war, qualifizierte sich der unterlegene Finalist, FSV Veritas Wittenberge/Breese (LK) 3 Da im Finale des Südbrandenburgpokals, mit dem Pokalsieger FSV Glückauf Brieske-Senftenberg II und dem Finalisten VfB Hohenleipisch 1912 II, jeweils zweite Mannschaften vertreten waren und diese nicht zur Teilnahme berechtigt sind, gibt es hier keinen Vertreter 4 Da der Pokalsieger SC Blau-Weiß Energie Prenzlau II, als zweite Mannschaft nicht zur Teilnahme am Landespokal berechtigt war, war der SV Fortuna Schmölln (KOL), als unterlegener Finalist, für den Landespokal qualifiziert. | | | | |

## Spielmodus
Der brandenburgische Landespokal 2017/18 wird im K.-o.-System ausgetragen. Es wird zunächst versucht, in 90 Minuten einen Gewinner auszuspielen. Sollte es danach unentschieden stehen, kommt es wie in anderen Pokalwettbewerben zu einer dreißigminütigen Verlängerung. Sollte danach immer noch kein Sieger feststehen, wird dieser dann im Elfmeterschießen nach dem bekannten Muster ermittelt.
gggh

## Qualifikation
| Datum      |                     | Ergebnis    |                                    |
| ---------- | ------------------- | ----------- | ---------------------------------- |
| 05.08.2017 | SG Müncheberg (KOL) | 1Abgesagt 1 | SC Blau-Weiß Energie Prenzlau (LL) |

## 1. Hauptrunde
An der 1. Hauptrunde nahmen die Sieger der Qualifikationsrunde und die restlichen 63 Mannschaften teil. Die Auslosung fand in der Verbands-Geschäftsstelle in Cottbus, am 13. Juli um 11:00 Uhr, statt.

| Datum      |                                          | Ergebnis             |                                      |
| ---------- | ---------------------------------------- | -------------------- | ------------------------------------ |
| 11.08.2017 | FC 98 Hennigsdorf (LL)                   | 1:6                  | Oranienburger FC Eintracht 1901 (VL) |
| 11.08.2017 | SV 1920 Zehdenick (LL)                   | 2:6                  | FSV Optik Rathenow (OL)              |
| 11.08.2017 | FSV Dynamo Eisenhüttenstadt (LL)         | 1:5                  | Breesener SV Guben Nord (VL)         |
| 11.08.2017 | Fortuna Babelsberg (LK)                  | 3:0                  | FC Eisenhüttenstadt (VL)             |
| 12.08.2017 | FC Schwedt 02 (LL)                       | 2:3                  | SV Falkensee-Finkenkrug (VL)         |
| 12.08.2017 | SC Oberhavel Velten (LL)                 | 1:6                  | FSV Bernau (VL)                      |
| 12.08.2017 | Pritzwalker FHV 03 (LL)                  | 0:1                  | FC Strausberg (OL)                   |
| 12.08.2017 | SG Müncheberg (KOL)                      | 1:9                  | SG Union Klosterfelde (VL)           |
| 12.08.2017 | SV Blau-Weiß Petershagen-Eggersdorf (LL) | 1:3 n. V.            | FV Preussen Eberswalde (VL)          |
| 12.08.2017 | TSV Chemie Premnitz (LL)                 | 1:3                  | RSV Eintracht 1949 (LL)              |
| 12.08.2017 | FK Hansa Wittstock 1919 (LL)             | 0:1                  | SV Schwarz-Rot Neustadt (Dosse) (LL) |
| 12.08.2017 | FSV Babelsberg 74 (LL)                   | 0:3                  | SV Altlüdersdorf (OL)                |
| 12.08.2017 | SSV Einheit Perleberg (LL)               | 0:4                  | TuS 1896 Sachsenhausen (VL)          |
| 12.08.2017 | SG Michendorf (LL)                       | 2:4                  | FSV Union Fürstenwalde (RL)          |
| 12.08.2017 | SV Fortuna Schmölln (KOL)                | 1:7                  | Märkischer SV 1919 Neuruppin (VL)    |
| 12.08.2017 | FSV Veritas Wittenberge/Breese (LK)      | 4:3 n. V.            | TSG Einheit Bernau (VL)              |
| 12.08.2017 | VfB Hohenleipisch 1912 (LL)              | 3:5 n. V.            | RSV Waltersdorf 1909 (VL)            |
| 12.08.2017 | FSV Blau-Weiß 90 Briesen/Mark (LL)       | 0:8                  | Brandenburger SC Süd 05 (OL)         |
| 12.08.2017 | FV Erkner 1920 (LL)                      | 1:0                  | Werderaner FC Viktoria 1920 (VL)     |
| 12.08.2017 | SpVgg Blau-Weiß 90 Vetschau (LL)         | 0:1 n. V.            | Ludwigsfelder FC (VL)                |
| 12.08.2017 | Kolkwitzer SV 1896 (LL)                  | 1:7                  | VfB 1921 Krieschow (OL)              |
| 12.08.2017 | SV Frankonia Wernsdorf (LL)              | 2:5 n. V.            | 1. FC Frankfurt (OL)                 |
| 12.08.2017 | VfB 97 Cottbus (LL)                      | 3:2                  | SV Germania 90 Schöneiche (LL)       |
| 12.08.2017 | SV Fichte Kunersdorf (KOL)               | 0:2                  | FC Stahl Brandenburg (VL)            |
| 12.08.2017 | SG Phönix Wildau 95 (LL)                 | 0:2                  | SV Grün-Weiß Lübben (VL)             |
| 12.08.2017 | FSV Glückauf Brieske-Senftenberg (LL)    | 1:2                  | SC Victoria Seelow (OL)              |
| 12.08.2017 | SV Grün-Weiß Großbeeren (KOL)            | 1:3                  | SV Wacker 09 Cottbus-Ströbitz (LL)   |
| 12.08.2017 | 1. FC Guben (LL)                         | 0:8                  | FSV 63 Luckenwalde (RL)              |
| 12.08.2017 | SG Burg (LL)                             | 0:5                  | SC Eintracht Miersdorf/Zeuthen (VL)  |
| 13.08.2017 | BSC Fortuna Glienicke (LK)               | 0:6                  | SV Babelsberg 03 (RL)                |
| 13.08.2017 | Angermünder FC (LL)                      | 1:1 n. V.(3:1 i. E.) | SV Grün-Weiß Brieselang (OL)         |
| 23.08.2017 | BSC Preußen 07 Blankenfelde-Mahlow (LL)  | 2:7                  | Energie Cottbus (RL)                 |

## 2. Hauptrunde
An der 2. Hauptrunde nahmen die 32 Sieger der 1. Hauptrunde teil. Die Auslosung der 2. Hauptrunde fand am 16. August 2017, in der AOK-Zentrale in Teltow statt.
| Datum      |                                      | Ergebnis  |                                     |
| ---------- | ------------------------------------ | --------- | ----------------------------------- |
| 01.09.2017 | SV Wacker 09 Cottbus-Ströbitz (LL)   | 1:3       | SV Babelsberg 03 (RL)               |
| 01.09.2017 | SV Falkensee-Finkenkrug (VL)         | 1:7       | Energie Cottbus (RL)                |
| 01.09.2017 | SG Union Klosterfelde (VL)           | 2:1       | SC Victoria Seelow (OL)             |
| 01.09.2017 | Angermünder FC (LL)                  | 1:4       | SV Altlüdersdorf (OL)               |
| 01.09.2017 | FV Preussen Eberswalde (VL)          | 2:1       | Breesener SV Guben Nord (VL)        |
| 01.09.2017 | Oranienburger FC Eintracht 1901 (VL) | 3:1       | SC Eintracht Miersdorf/Zeuthen (VL) |
| 02.09.2017 | VfB 97 Cottbus (LL)                  | 3:5       | FC Stahl Brandenburg (VL)           |
| 02.09.2017 | RSV Waltersdorf 1909 (VL)            | 0:2 n. V. | FC Strausberg (OL)                  |
| 02.09.2017 | SV Schwarz-Rot Neustadt (Dosse) (LL) | 1:0       | FV Erkner 1920 (LL)                 |
| 02.09.2017 | FSV Veritas Wittenberge/Breese (LK)  | 0:5       | VfB 1921 Krieschow (OL)             |
| 02.09.2017 | SV Grün-Weiß Lübben (VL)             | 1:4       | Brandenburger SC Süd 05 (OL)        |
| 02.09.2017 | Fortuna Babelsberg (LK)              | 1:2       | FSV Bernau (VL)                     |
| 02.09.2017 | TuS 1896 Sachsenhausen (VL)          | 0:1       | FSV Optik Rathenow (OL)             |
| 02.09.2017 | Ludwigsfelder FC (VL)                | 3:2       | 1. FC Frankfurt (OL)                |
| 02.09.2017 | RSV Eintracht 1949 (LL)              | 2:3       | Märkischer SV 1919 Neuruppin (VL)   |
| 03.09.2017 | FSV 63 Luckenwalde (RL)              | 1:2       | FSV Union Fürstenwalde (RL)         |

## Achtelfinale
Am Achtelfinale nahmen die 16 Sieger der 2. Hauptrunde teil. Die Auslosung des Achtelfinales fand am 11. September 2017, in den Räumen des Service-Centers der AOK Nordost, in Teltow statt.
| Datum      |                                      | Ergebnis |                                      |
| ---------- | ------------------------------------ | -------- | ------------------------------------ |
| 06.10.2017 | Märkischer SV 1919 Neuruppin (VL)    | 1:0      | FC Strausberg (OL)                   |
| 07.10.2017 | Brandenburger SC Süd 05 (OL)         | 2:4      | SV Babelsberg 03 (RL)                |
| 07.10.2017 | FSV Bernau (VL)                      | 1:6      | Energie Cottbus (RL)                 |
| 07.10.2017 | SV Schwarz-Rot Neustadt (Dosse) (LL) | 0:3      | SG Union Klosterfelde (VL)           |
| 07.10.2017 | FV Preussen Eberswalde (VL)          | 1:2      | FC Stahl Brandenburg (VL)            |
| 07.10.2017 | Ludwigsfelder FC (VL)                | 4:1      | Oranienburger FC Eintracht 1901 (VL) |
| 07.10.2017 | SV Altlüdersdorf (OL)                | 1:5      | FSV Union Fürstenwalde (RL)          |
| 07.10.2017 | VfB 1921 Krieschow (OL)              | 2:4      | FSV Optik Rathenow (OL)              |

## Viertelfinale
Am Viertelfinale nahmen die acht Sieger des Achtelfinals teil. Die Auslosung des Achtelfinales fand am, 13. Oktober, in der AOK Zentrale in Teltow statt.
| Datum      |                                   | Ergebnis |                             |
| ---------- | --------------------------------- | -------- | --------------------------- |
| 11.11.2017 | Ludwigsfelder FC (VL)             | 1:3      | Energie Cottbus (RL)        |
| 11.11.2017 | FSV Optik Rathenow (OL)           | 0:1      | SV Babelsberg 03 (RL)       |
| 11.11.2017 | Märkischer SV 1919 Neuruppin (VL) | 2:0      | SG Union Klosterfelde (VL)  |
| 11.11.2017 | FC Stahl Brandenburg (VL)         | 0:3      | FSV Union Fürstenwalde (RL) |

## Halbfinale
Am Halbfinale nahmen die vier Sieger des Viertelfinales teil. Die Auslosung des Halbfinales fand, am 20. Dezember um 11.00 Uhr statt.
| Datum      |                                   | Ergebnis |                       |
| ---------- | --------------------------------- | -------- | --------------------- |
| 24.03.2018 | FSV Union Fürstenwalde (RL)       | 2:3      | Energie Cottbus (RL)  |
| 24.03.2018 | Märkischer SV 1919 Neuruppin (VL) | 0:2      | SV Babelsberg 03 (RL) |

## Finale
| SV Babelsberg 03                                                  | SV Babelsberg 03 | Energie Cottbus | Energie Cottbus |
| ----------------------------------------------------------------- | --- | --- | --------------- |
| SV Babelsberg 03                                                  | \| 21. Mai 2018 um 17:00 Uhr in Babelsberg (Karl-Liebknecht-Stadion) \| \| Ergebnis: 0:1 (0:0) \| \| Zuschauer: 9.012 \| \| Schiedsrichter: Jan Seidel \| \| Spielbericht \|                                                                                                   | \| 21. Mai 2018 um 17:00 Uhr in Babelsberg (Karl-Liebknecht-Stadion) \| \| Ergebnis: 0:1 (0:0) \| \| Zuschauer: 9.012 \| \| Schiedsrichter: Jan Seidel \| \| Spielbericht \| | Energie Cottbus |
| SV Babelsberg 03                                                  | Marvin Gladrow – Mike Eglseder, Erdal Akdari, Phillip Saalbach (89. Masami Okada), Lukas Wilton – Sven Reimann – Tino Schmidt, Farid Abderrahmane (90.+4' Tobias Dombrowa), Manuel Hoffmann – Nader Jindaoui (70. Abdulkadir Beyazit), - Andis Shala Cheftrainer: Almedin Civa | Avdo Spahić – Andrej Startsev, Marc Stein , José-Junior Matuwila, Lasse Schlüter – Paul Gehrmann – Felix Geisler (68. Kevin Weidlich), Jonas Zickert, Marcelo Freitas, Alexander Siebeck (90. Fabio Viteritti) - Kevin Scheidhauer (77. Streli Mamba) Cheftrainer: Claus-Dieter Wollitz | Energie Cottbus |
| SV Babelsberg 03                                                  | 0:1 Kevin Weidlich (85.) | | Energie Cottbus |
| SV Babelsberg 03                                                  | Lukas Wilton | Avdo Spahić, Marcelo Freitas, Kevin Weidlich, Streli Mamba | Energie Cottbus |
| SV Babelsberg 03                                                  | Spieler des Spiels: Erdal Akdari (SV Babelsberg 03) | | Energie Cottbus |
| 21. Mai 2018 um 17:00 Uhr in Babelsberg (Karl-Liebknecht-Stadion) | | |                 |
| Ergebnis: 0:1 (0:0)                                               | | |                 |
| Zuschauer: 9.012                                                  | | |                 |
| Schiedsrichter: Jan Seidel                                        | | |                 |
| Spielbericht                                                      | | |                 |

## Beste Torschützen
Nachfolgend sind die aktuell besten Torschützen des brandenburgischen Landespokals aufgeführt.
| Rang | Spieler          | Klub                         | Tore |
| ---- | ---------------- | ---------------------------- | ---- |
| 1    | Andy Hebler      | VfB 1921 Krieschow           | 8    |
|      | Andis Shala      | SV Babelsberg 03             | 8    |
| 3    | Tobias Marz      | SG Union 1919 Klosterfelde   | 5    |
|      | Gabriel Boakye   | Energie Cottbus              | 5    |
|      | Marcel Weckwerth | Märkischer SV 1919 Neuruppin | 5    |
| 6    | Marc Fingas      | Breesener SV Guben Nord      | 4    |
|      | Jerome Leroy     | FSV Optik Rathenow           | 4    |
|      | Murat Turhan     | FSV Optik Rathenow           | 4    |
|      | Kevin Weidlich   | Energie Cottbus              | 4    |

## Der Landespokalsieger im DFB-Pokal 2018/19
| Datum      | Heim                 | Ergebnis              | Auswärts         | Runde         |
| ---------- | -------------------- | --------------------- | ---------------- | ------------- |
| 20.08.2018 | Energie Cottbus (3L) | 2:2 n. V. (3:5 i. E.) | SC Freiburg (1L) | 1. Hauptrunde |